# O Mito Bolchevique
O Mito Bolchevique (The Bolshevik Myth) é um livro escrito pelo anarquista Alexander Berkman descrevendo suas experiências na Rússia Bolchevique, onde viu o desenrolar da Revolução de Outubro. O livro é escrito em forma de diário, descrevendo o entusiasmo inicial de Berkman com a revolução e a posterior desilusão do autor com o governo bolchevique pela supressão de toda a dissidência política.